# アルファロメオ・158
アルファロメオ 158 (Alfa Romeo 158) は、イタリアの自動車メーカーアルファロメオが開発したフォーミュラカー。設計者はジョアッキーノ・コロンボ。別名は「小さなアルファロメオ」を意味するアルフェッタ (Alfetta) 。
1938年から実戦投入され、1950年に開幕したF1世界選手権で全勝。1951年には改良型の159が登場した。

## 158
車名の158は排気量1500cc、直列8気筒エンジンから付けられた。
1930年代、アルファロメオはグランプリレースにP3を投入して成功を収めた。しかし、1934年に始まるフォーミュラ750（車両重量750kg以下）では、メルセデス・ベンツとアウトウニオンのモンスターマシンに太刀打ちできなかった。1938年の3リッターフォーミュラ用として308 (直8) 、312 (V12) 、316 (V16) を開発しながら、1.5リッタークラスのボワチュレット（現在のF2に相当する）のマシンを製作することになった。
アルファロメオに開発を進言したのは、ワークス活動を代行していたスクーデリア・フェラーリの代表エンツォ・フェラーリだといわれる。設計はP3の開発者ヴィットリオ・ヤーノの弟子であるジョアッキーノ・コロンボが担当した。彼はスクーデリア・フェラーリに出向し、そのファクトリーで158のシャーシが製作された。
158は1938年から1940年まで活躍した後、第二次世界大戦中のブランクを経て1946年からレースに復帰し、F1世界選手権開幕初年度の1950年まで使用された。戦争によるレース界の停滞という事情はあったにせよ、登場以来13年間一線級の戦闘力を保ち続けた名車となった。

### 特徴
シャーシは2本の楕円鋼管をメインフレームとする。サスペンションは4輪独立懸架で、フロントがトレーリングアーム、リアがスイングアクスル。
Tipo 158エンジンはルーツ式シングルステージスーパーチャージャーを装備した直列8気筒1,479cc。V16エンジンを半分にした形で、DOHC16バルブ、ボア・ストローク58×70mm。195ps/7200rpmを発生し、最高速度は232km/h。1939年には225ps/7500rpmにパワーアップした。1947年には主任技師のオラツィオ・サッタによって、スーパーチャージャー2基に変更され、出力は275psに増大した。

### レース成績

#### 戦前から戦後
1938年、アルファロメオはアルファ・コルセを設立し、ワークス活動を再開した。158はデビューレースのコッパ・チアーノでエミリオ・ヴィロレージのドライブにより優勝した。1939年は、イタリア統治下のリビアで開催されるトリポリGPの優勝が期待されたが、メルセデス・ベンツが急遽送り込んだW165に勝利を奪われた。158は戦争によりモータースポーツが中断する1940年まで活動し、戦時中はチーズ工場に隠されて戦火を免れた。
終戦後の1946年、アルファロメオはGPレースに復帰し、3年間にわたり各地で無敵の13連勝を続けた。1947年には「自然吸気エンジンは4500cc、過給式エンジンは1500ccまで」とするF1規定が制定され、158はF1マシンとなった。
1949年、アルファロメオはワークスドライバーのアキーレ・ヴァルツィ、ジャン＝ピエール・ウィミーユ、カルロ・フェリーチェ・トロッシを相次いで亡くすという不幸に見舞われ、この年のレース活動を休止した。その間、エンツォ・フェラーリが創設したフェラーリが台頭したが、フェラーリ・125F1は158と同じくコロンボが設計したマシンだった。

#### F1世界選手権開幕
1950年、新たにジュゼッペ・ファリーナ、ファン・マヌエル・ファンジオ、ルイジ・ファジオーリと契約し、3名はイニシャルにちなんで「アルファの3F」と呼ばれた。アルファロメオは出場した11レースに全勝し、F1世界選手権では開幕戦イギリスGPを含む6戦すべてでポールポジション・優勝・ファステストラップを記録した。最終戦、ポイントリーダーのファンジオがリタイアし、ファリーナが逆転で初代ドライバーズチャンピオンに輝いた。

## 159
1951年、158はコロンボによって再び手を加えられ、車名は「159」となった。リアサスペンションはド・ディオンアクスルに置き換えられた。エンジンパワーは当初の2倍以上の425psに達し、最高速度は300km/hを超えた。しかし、代償として燃費が著しく悪化し、大量の燃料を搭載しなければならなかった。その結果、タイヤの磨耗も早まり、ピットインの回数が増えるという悪循環に陥った。フェラーリは自然吸気V12エンジンに転向しており、戦前のレース界で活躍した過給式エンジンは時代遅れとなっていた。

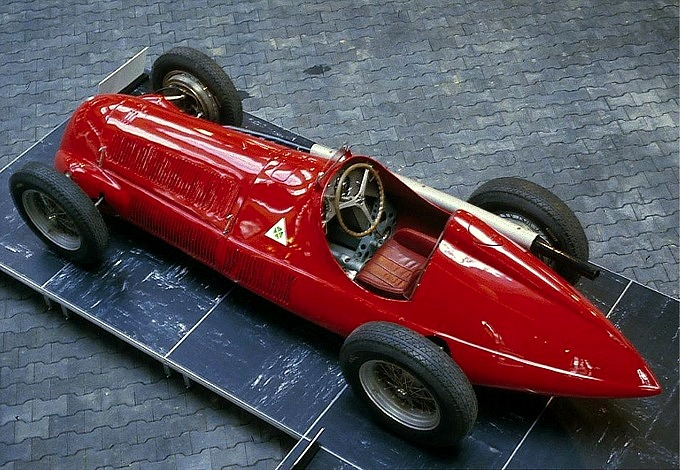
159のバックビュー
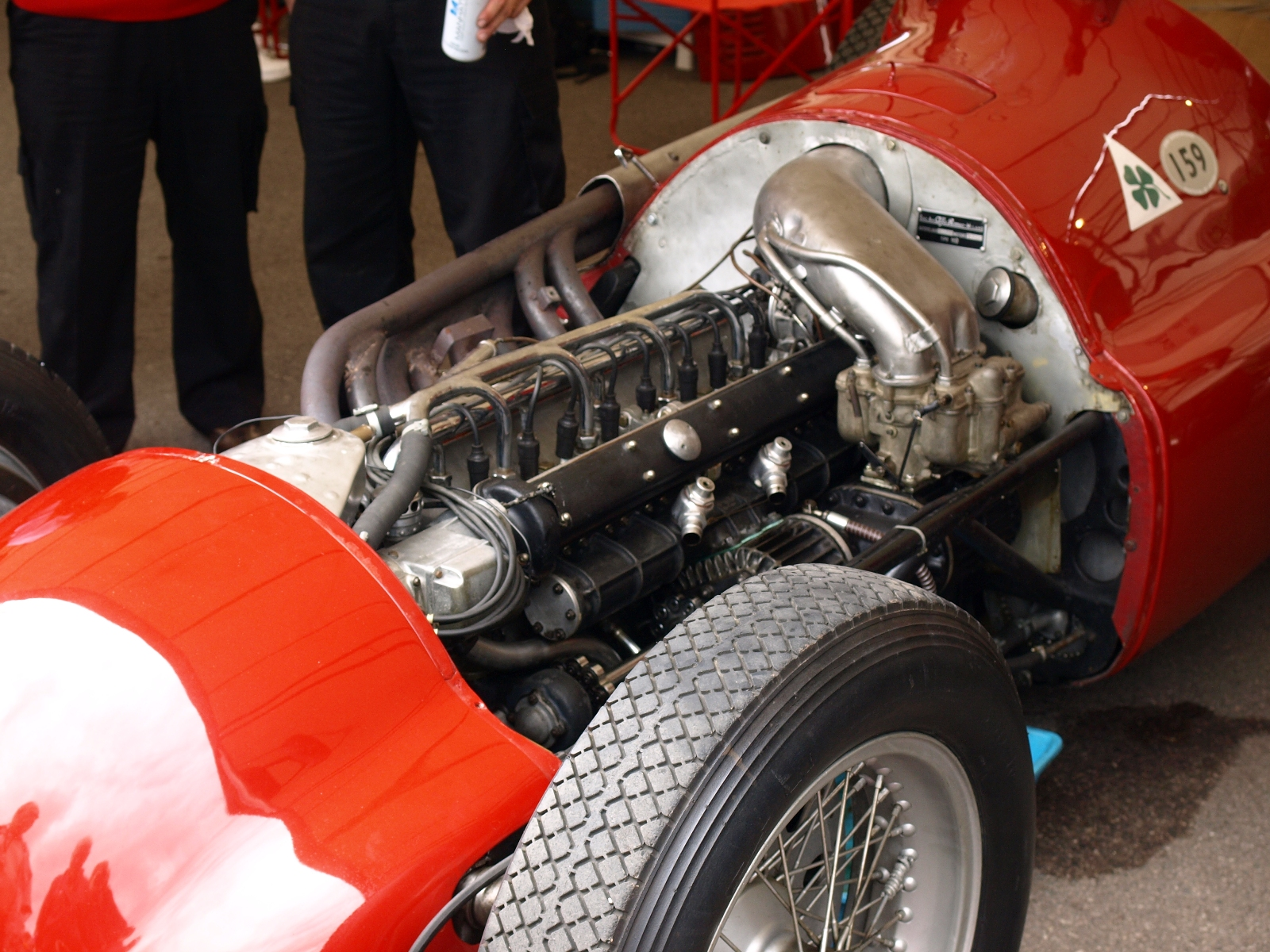
159のエンジン
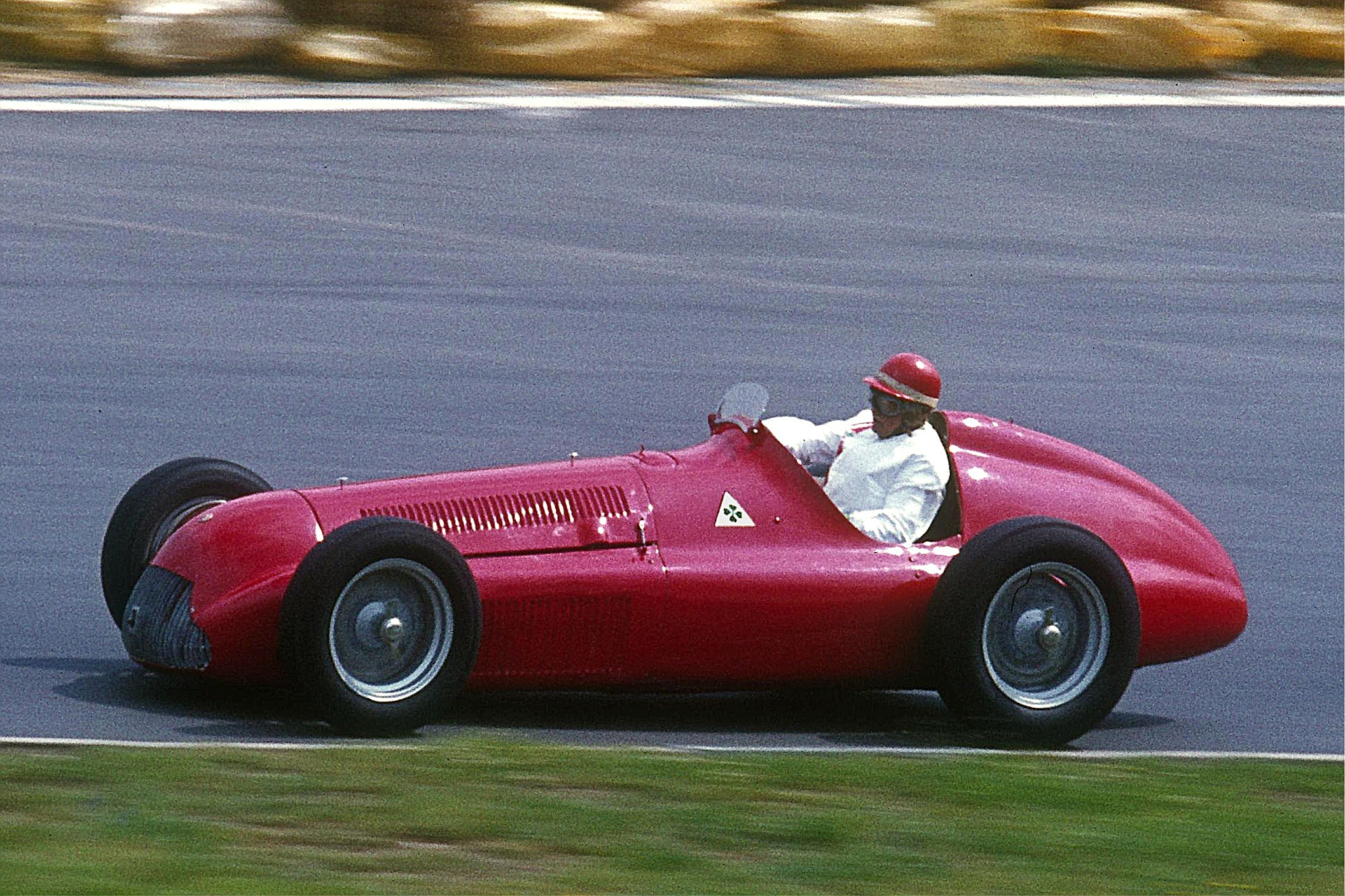
ニュルブルクリンクを走行する159

### レース成績
第4戦まで3連勝するも、第5戦イギリスGPでフェラーリの初優勝を許し、F1開幕以来の連勝がストップした。続く2戦もフェラーリに敗れたが、最終戦スペインGPではフェラーリがタイヤ選択に失敗して後退し、ファンジオがドライバーズチャンピオンを獲得することができた。
アルファロメオには翌年に向けて新車を製造する資金的余裕は無く、この年限りでF1から撤退した。フルワークスでF1に復帰するのは1979年まで待たねばならなかった。

## F1における全成績
(key) (太字はポールポジション、斜体はファステストラップ)
| 年     | シャシー | エンジン                    | タイヤ | ドライバー                         | 1   | 2   | 3   | 4   | 5   | 6   | 7   | 8   | ポイント | ランキング |
| ------ | -------- | --------------------------- | ------ | ---------------------------------- | --- | --- | --- | --- | --- | --- | --- | --- | -------- | ---------- |
| 1950年 | 158      | アルファロメオ 158 1.5L L8s | P      |                                    | GBR | MON | 500 | SUI | BEL | FRA | ITA |     | -*       | -*         |
| 1950年 | 158      | アルファロメオ 158 1.5L L8s | P      | ジュゼッペ・ファリーナ             | 1   | Ret |     | 1   | 4   | 7   | 1   |     | -*       | -*         |
| 1950年 | 158      | アルファロメオ 158 1.5L L8s | P      | ファン・マヌエル・ファンジオ       | Ret | 1   |     | Ret | 1   | 1   | Ret |     | -*       | -*         |
| 1950年 | 158      | アルファロメオ 158 1.5L L8s | P      | ルイジ・ファジオーリ               | 2   | Ret |     | 2   | 2   | 2   | 3   |     | -*       | -*         |
| 1950年 | 158      | アルファロメオ 158 1.5L L8s | P      | レグ・パーネル                     | 3   |     |     |     |     |     |     |     | -*       | -*         |
| 1950年 | 158      | アルファロメオ 158 1.5L L8s | P      | ジャンバティスタ・ギドッティ       | DNS |     |     |     |     |     |     |     | -*       | -*         |
| 1950年 | 158      | アルファロメオ 158 1.5L L8s | P      | コンサルボ・サネージ               |     |     |     |     |     |     | Ret |     | -*       | -*         |
| 1950年 | 158      | アルファロメオ 158 1.5L L8s | P      | ピエロ・タルッフィ                 |     |     |     |     |     |     | Ret |     | -*       | -*         |
| 1951年 | 159      | アルファロメオ 158 1.5L L8s | P      |                                    | SUI | 500 | BEL | FRA | GBR | GER | ITA | ESP | -*       | -*         |
| 1951年 | 159      | アルファロメオ 158 1.5L L8s | P      | ジュゼッペ・ファリーナ             | 3   |     | 1   | 5   | Ret | Ret | 3   | 3   | -*       | -*         |
| 1951年 | 159      | アルファロメオ 158 1.5L L8s | P      | ファン・マヌエル・ファンジオ       | 1   |     | 9   | 1   | 2   | 2   | Ret | 1   | -*       | -*         |
| 1951年 | 159      | アルファロメオ 158 1.5L L8s | P      | エマヌエル・ド・グラッフェンリード | 5   |     |     |     |     |     | Ret | 6   | -*       | -*         |
| 1951年 | 159      | アルファロメオ 158 1.5L L8s | P      | コンサルボ・サネージ               | 4   |     | Ret | 10  | 6   |     |     |     | -*       | -*         |
| 1951年 | 159      | アルファロメオ 158 1.5L L8s | P      | ジャンバティスタ・ギドッティ       | DNS |     |     |     |     |     |     |     | -*       | -*         |
| 1951年 | 159      | アルファロメオ 158 1.5L L8s | P      | ルイジ・ファジオーリ               |     |     |     | 1   |     |     |     |     | -*       | -*         |
| 1951年 | 159      | アルファロメオ 158 1.5L L8s | P      | フェリーチェ・ボネット             |     |     |     |     | 4   | Ret | 3   | 5   | -*       | -*         |
| 1951年 | 159      | アルファロメオ 158 1.5L L8s | P      | パウル・ピーチ                     |     |     |     |     |     | Ret |     |     | -*       | -*         |

- コンストラクタータイトルは1958年から設定された。このためコンストラクターとしてのポイントやランキングは存在しない。